# Droga krajowa B427 (Niemcy)
Droga krajowa 427 (niem. Bundesstraße 427) – niemiecka droga krajowa przebiegająca na osi wschód - zachód i łączy autostradę A65 od węzła Kandel-Mitte przez Bad Bergzabern z drogą B10 w Hinterweidenthal w południowej Nadrenii-Palatynacie.